# 魏森塞 (奥地利)
魏森塞是奥地利克恩顿州德劳河畔施皮塔尔县的一个市镇。总面积78.08平方公里，总人口787人，人口密度10.1人/平方公里（2005年）。